# Port-Gentil
Port-Gentil is de op een na grootste stad (milieu urbain, ville) en gemeente (commune) van Gabon, en ook de belangrijkste zeehaven van dat land. De stad is het centrum van de petroleum- en houtindustrie van Gabon.

## Geografie
De stad ligt op het eiland Lopez (of Mandji), dicht bij Kaap Lopez, het meest westelijke punt van Gabon. Het vasteland rondom Port-Gentil is grotendeels bosgebied.

## Geschiedenis
De stad werd in 1873 gesticht door de Fransen op het eiland Mandji in de delta van de Ogooué. Hiervoor tekenden ze een contract met de Orungu. De vestiging vormde de basis voor de expedities van Pierre Savorgnan de Brazza. In 1894 werd er een douanepost opgezet, en werd de stad een belangrijk handelscentrum. De belangrijkste handelsproducten waren aanvankelijk rubber en ivoor; later hout, met name multiplex.
De stad werd in 1900 vernoemd naar de Franse koloniale administrator Émile Gentil. In 1956 werd er olie gevonden in Ozouri en Pointe Clairette in de onmiddellijke omgeving. Port-Gentil onderging een grote groei nadat Elf Aquitaine de haven begon te gebruiken voor het vervoer van olie. Van 1947 tot 1960 groeide de bevolking van de stad van 4.500 naar 21.000 inwoners. In de jaren 60 werd er een olieraffinaderij opgericht door SOGARA.
In mei 1990 vonden er grote rellen plaats in de stad uit protest tegen de regering. Hierbij liepen veel gebouwen schade op.

## Bevolking
De bevolking van de stad is etnisch zeer divers.

## Toeristische attracties
De stad staat tegenwoordig ook bekend om zijn hotels en nachtleven. Bekende toeristische attracties zijn de katholieke kathedraal Saint-Louis (gebouwd in 1927 en sinds 2003 zetel van het bisdom Port-Gentil), een dierentuin, een casino, stranden en een golfbaan.

## Economie en transport
De stad heeft een olieterminal, een raffinaderij en een vakschool voor arbeiders in de olieindustrie (in Pointe Clairette). Daarnaast blijft Port-Gentil een belangrijke doorvoerhaven voor producten uit het binnenland van Gabon. Er is ook industrie in de stad: houtverwerking, een brouwerij, een bouwbedrijf en een chemische fabriek. Ook worden er vis, rijst en palmolie verwerkt.
Port-Gentil is gelegen op een eiland maar is via de weg verbonden met het vasteland. Maar weinig straten in de stad zijn geplaveid, en deze zijn vaak slecht onderhouden.
De stad heeft een internationale luchthaven, Port-Gentil International Airport. Er vinden reguliere vluchten plaats naar Libreville, de hoofdstad van Gabon.

## Geboren in Port-Gentil
- Fanny Cottençon (1957), Franse actrice

## Afbeeldingen

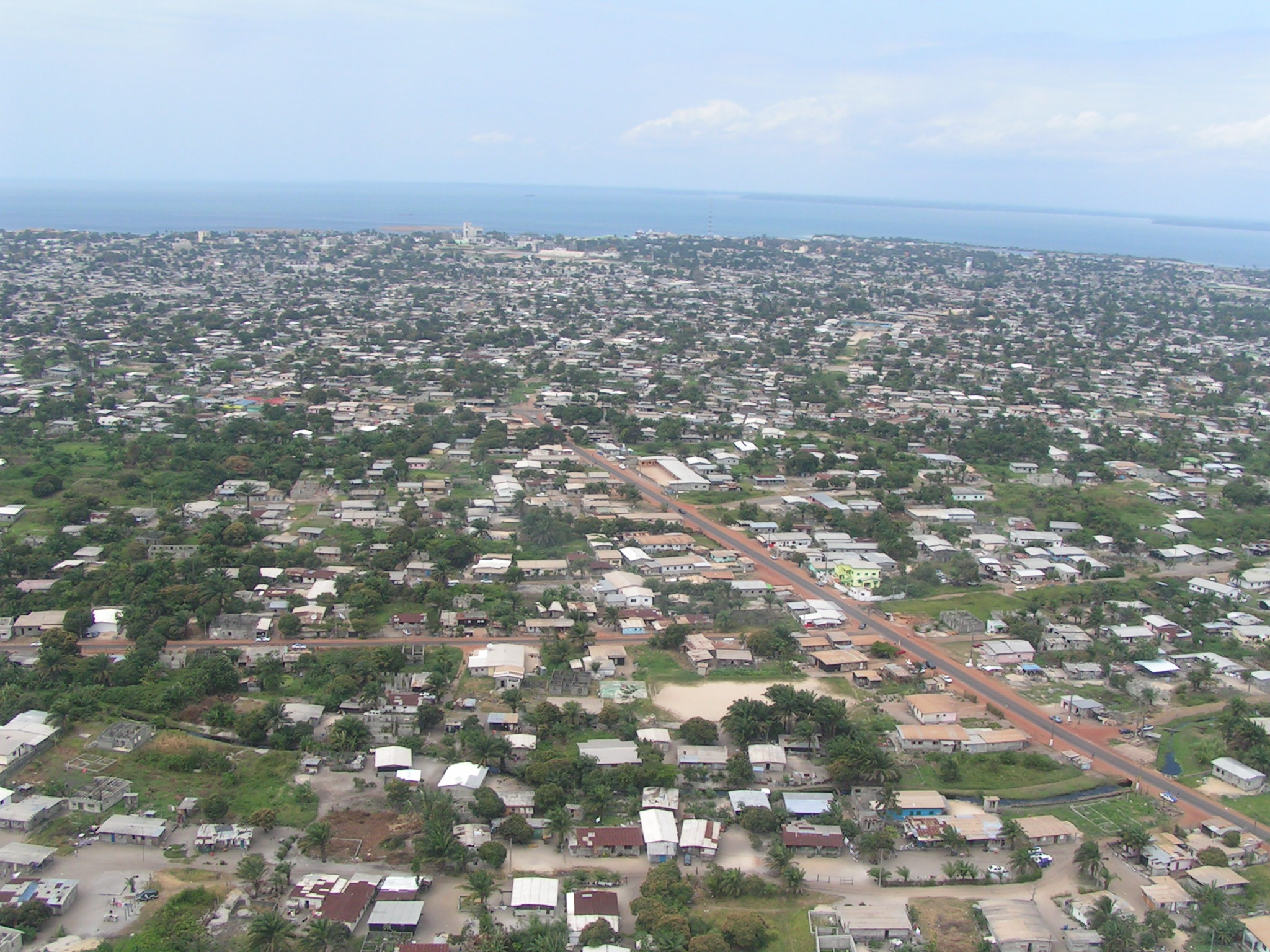
Luchtfoto van Port-Gentil
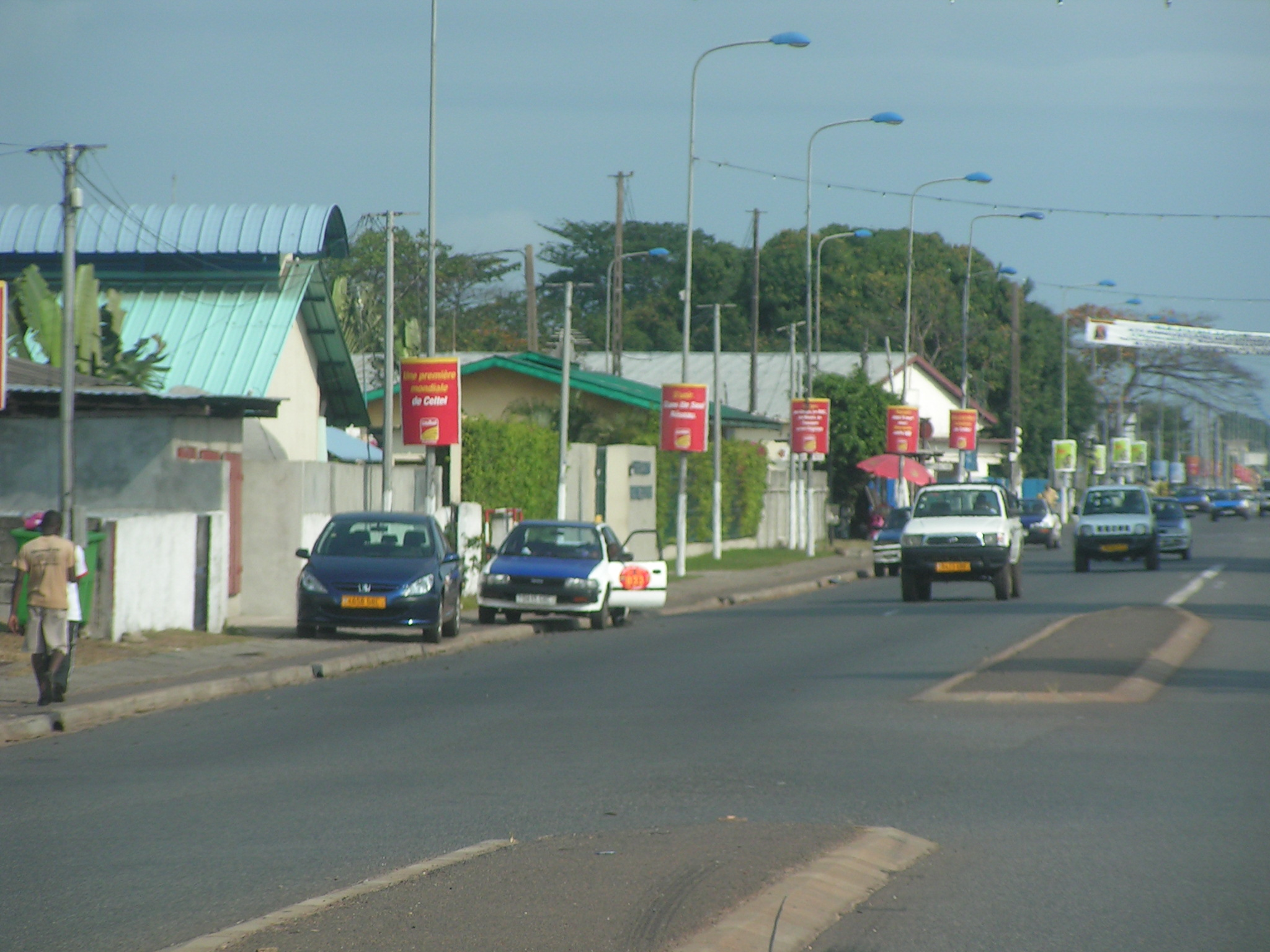
Straatbeeld
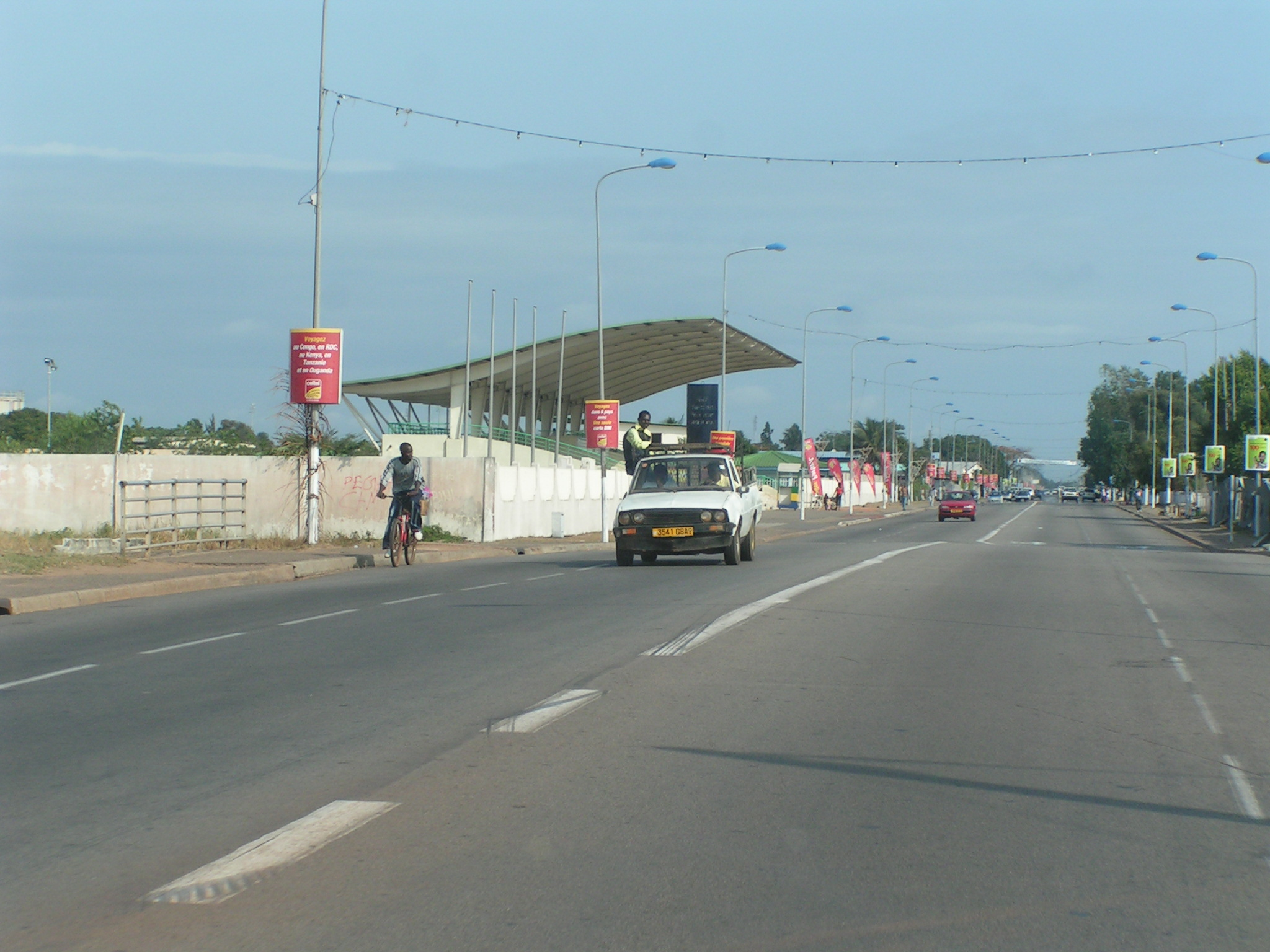
Straatbeeld
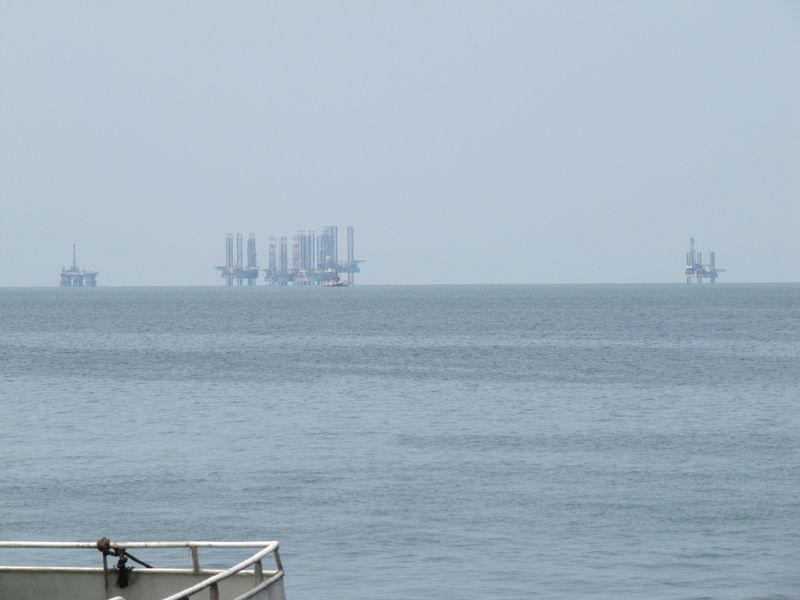
Booreilanden voor de kust
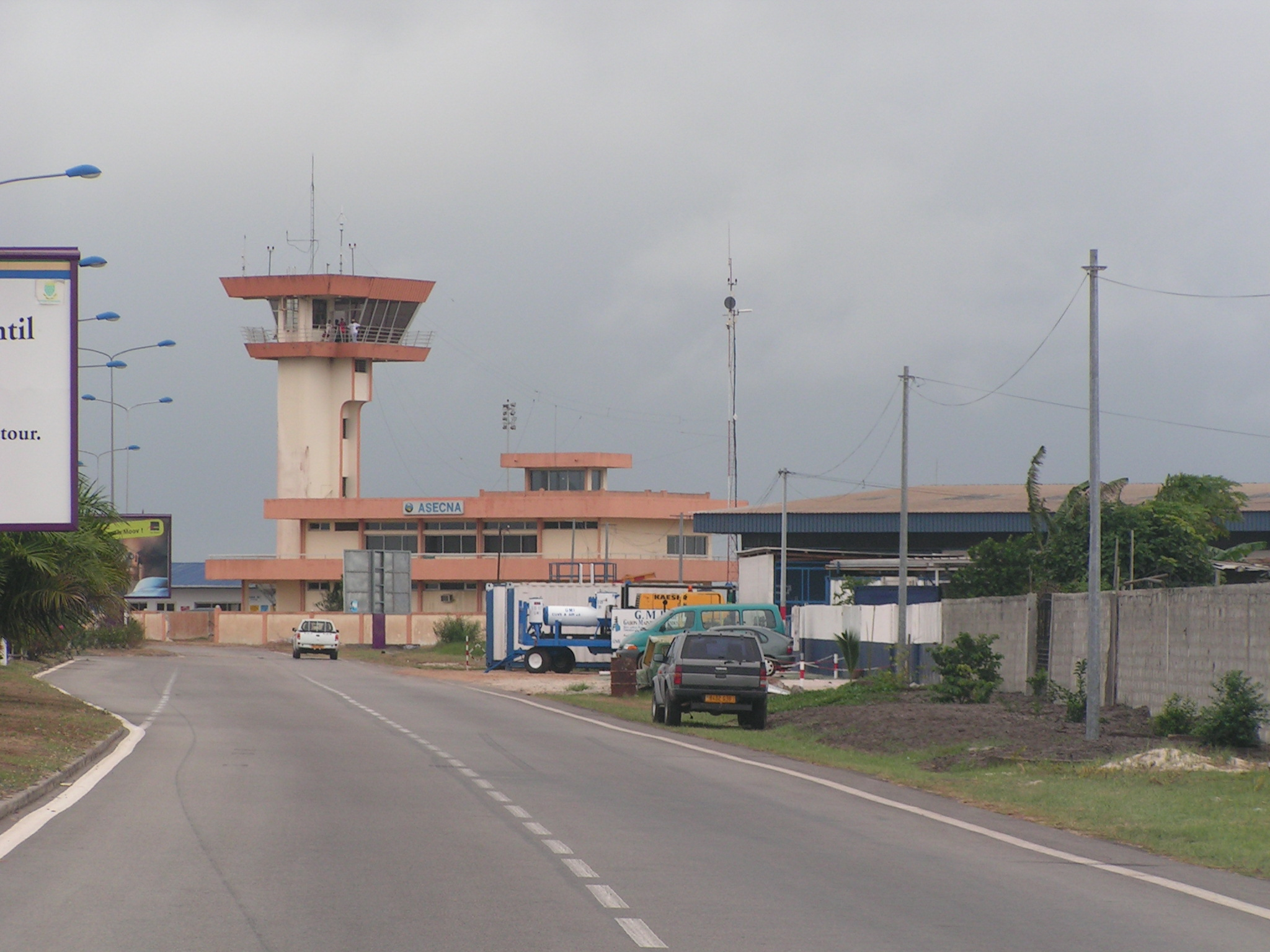
Het vliegveld in Port-Gentil